# Brismene kyrka
Brismene kyrka är en kyrkobyggnad i Kinneveds församling (före 2002 Brismene församling) i Skara stift. Den ligger i sydvästra delen av Falköpings kommun.

## Kyrkobyggnad
Kyrkan uppfördes 1863 efter ritningar av arkitekt Per Ulrik Stenhammar och målades 1871. Tidigare hade Brismene en medeltida kyrka som nu är riven.

## Inventarier
- Madonnaskulptur från 1200-talet i ek. Höjd 120 cm. Skador där bland annat Marias ansikte saknas och spiran är avbruten. Endast framentariska färger.[1]
- Skulptur med Maria, Kristusbarnet och Josef från ett altarskåp. Från 1400-talet och i ek. Höjd 42 cm. All färg utplånad.[2]
- Korets altargruppsats har en Golgataframställning från 1776.
- Predikstolen är av lokal tillverkning från 1700-talet med skulpturer föreställande Jesus och lärjungarna.
- Dopfunten är från 1100-talet. Cuppan är indelad av repstavar med reliefer där emellan.

### Klocka
Lillklockan, som saknar inskrift, är medeltida och av samma typ som Sveriges äldsta daterade klocka i Saleby kyrka från 1228.

## Orgel
Orgeln, som är placerad på läktaren i sydväst, tillverkades 1954 av Tostareds Kyrkorgelfabrik. Den har ljudande fasad och nio stämmor fördelade på två manualer och pedal.
| Manual I (C-g3) | Manual II (C-g3)  | Pedal (C-f1) | Koppel   |
| --------------- | ----------------- | ------------ | -------- |
| Rörflöjt 8'     | Gedakt 8'         | Subbas 16'   | I/P      |
| Principal 4'    | Gemshorn 4'       | Koralbas 4'  | II/P     |
| Mixtur 3 chor   | Sifflöjt 2'       |              | II/I     |
|                 | Nasard 1 1/3'     |              | II 16'/I |
|                 | Crescendosvällare |              |          |

## Bilder

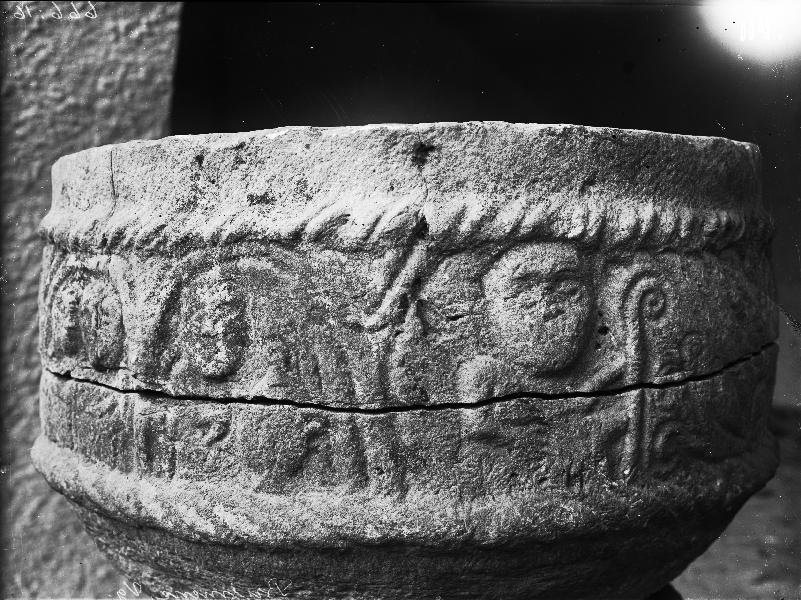
Detalj av dopfunt.
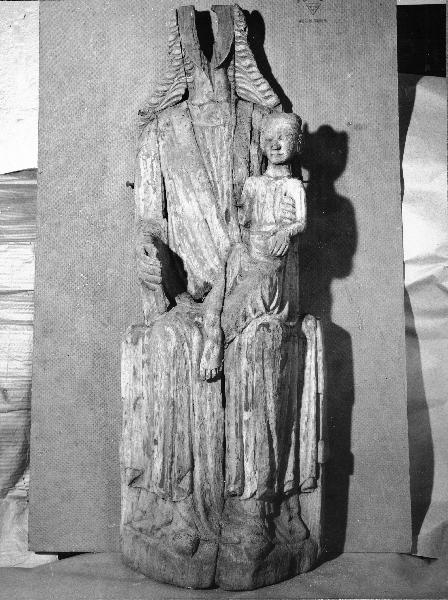
Madonnaskulpturen från 1200-talet.
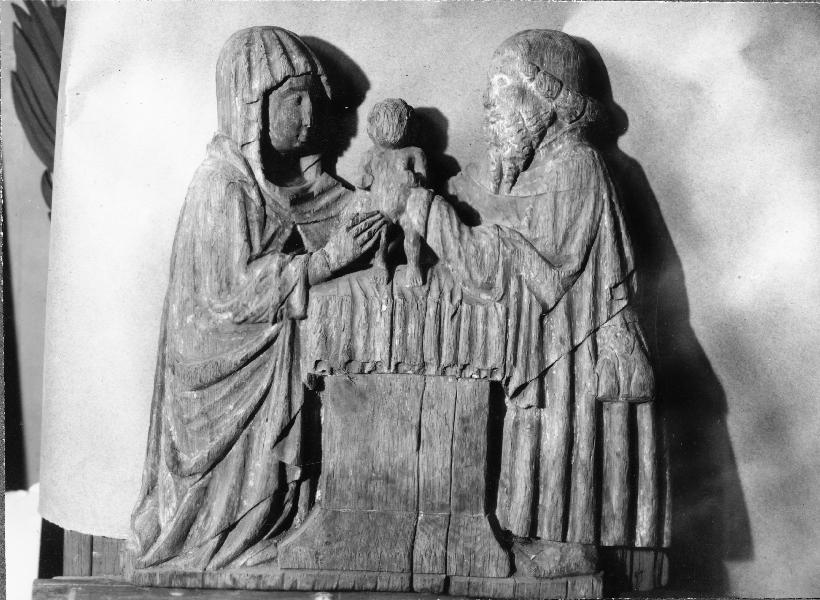
Skulpturen från 1400-talet.
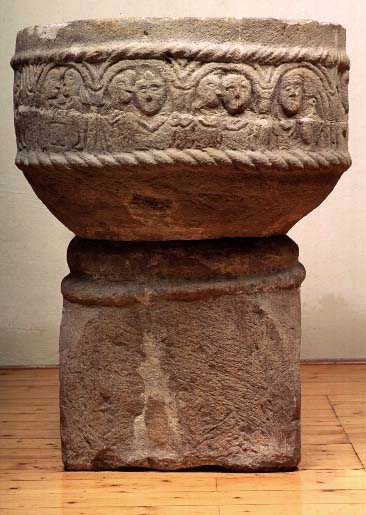
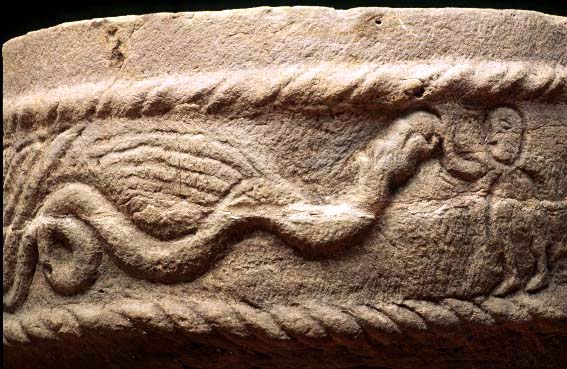
Orm-drake och figur på dopfunten.